# (7796) Járacimrman
(7796) Járacimrman es un asteroide perteneciente al cinturón de asteroides, descubierto el 16 de enero de 1996 por Zdeněk Moravec desde el Observatorio Kleť, České Budějovice, República Checa.

## Designación y nombre
Designado provisionalmente como 1996 BG. Fue nombrado Járacimrman en homenaje a Jára da Cimrman, un personaje de ficción checo. Análogo a Leonardo da Vinci, fue un dramaturgo, compositor, poeta, pintor, científico versátil, inventor, explorador polar, deportista, primer hombre en la luna, etc.

## Características orbitales
Járacimrman está situado a una distancia media del Sol de 2,666 ua, pudiendo alejarse hasta 3,044 ua y acercarse hasta 2,288 ua. Su excentricidad es 0,141 y la inclinación orbital 12,80 grados. Emplea 1590 días en completar una órbita alrededor del Sol.

## Características físicas
La magnitud absoluta de Járacimrman es 13,4. Tiene 11,312 km de diámetro y su albedo se estima en 0,055.